# Arma automatica

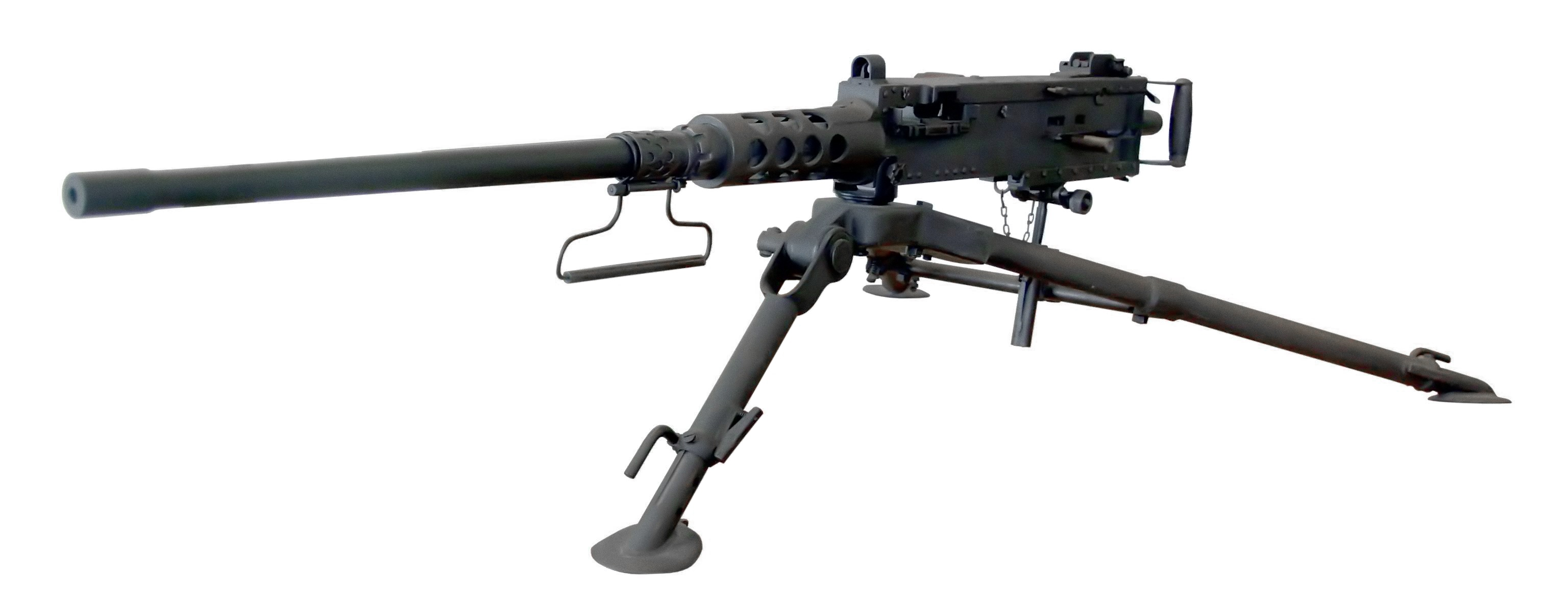
Arma automatica Browning M2

Un'arma automatica è un'arma da fuoco ad azione autocaricante che consente fuoco a ripetizione automatica. 

## Caratteristiche
In tali armi è generalmente presente un meccanismo di scatto allestito espressamente per poter sparare continuamente e automaticamente tutti i colpi disponibili, con una sola pressione del grilletto (o leva di sparo). 
Dal punto di vista pratico, la ricarica avviene automaticamente dopo ogni colpo sparato, e poi spara il colpo appena caricato in modalità automatica, in modo ciclico, finché il grilletto rimane premuto, e/o fino all'ultima cartuccia disponibile.

## Classificazione
Quasi tutte le mitragliatrici, più o meno leggere o pesanti, sono armi automatiche (autocaricanti a ripetizione automatica), mentre, ad esempio, le mitragliatrici Gatling (e sistemi simili), che funzionano a manovella (azionata dal tiratore), sia per caricare il colpo che per spararlo, sono armi a carica e ripetizione manuale, perciò non sono considerate (nell'accezione più tecnica del termine) né armi autocaricanti, né armi automatiche (nonostante il risultato sia quello di ottenere una raffica di colpi, uno dietro l'altro, come può ottenere qualunque arma automatica). 

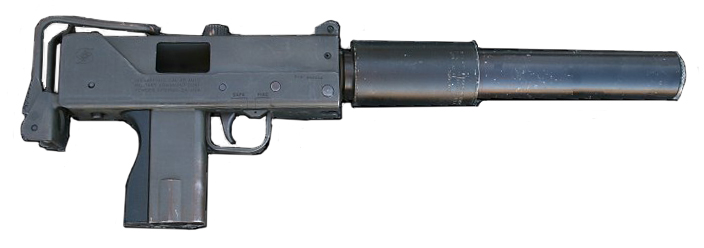
Ingram MAC-10

Nelle armi automatiche più leggere e portatili (pistole e fucili), è di solito presente un selettore della ripetizione dei colpi (o selettore di fuoco), col quale ottenere anche una ripetizione a raffica (in genere da 2 a 5 colpi consecutivi) o una ripetizione manuale/singola (1 singolo colpo ad ogni pressione del grilletto, analogamente alle armi semi-automatiche).

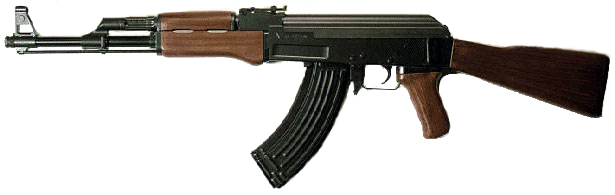
L'AK-47, il più diffuso fucile d'assalto

Nella maggior parte dei fucili d'assalto, tipo i vari AK-47, M16 o H&K 416, FN SCAR, ecc., c'è il selettore da cui decidere la ripetizione automatica (quando necessaria), per farlo funzionare anche come una mitragliatrice.
Tra le pistole semi-automatiche, ad esempio, la Beretta 92 è stata prodotta anche in versione automatica, come Mod. 93R, e deve il suo nominativo al fatto di usare proiettili calibro 9 e sparare 3 colpi a Raffica. Ma è una delle poche pistole automatiche della storia, benché il termine "automatic-pistol " sia stato spesso ed impropriamente utilizzato per riferirsi a delle pistole semi-automatiche (ciò è ancora causa di confusioni e/o fraintendimenti).

## Funzionamento
Essendo armi da fuoco autocaricanti a ripetizione automatica, sfruttano parte dell'energia prodotta dall'esplosione della carica di lancio, per effettuare in automatico l'espulsione del bossolo scarico, l'incameramento di una nuova cartuccia, l'armamento del cane o del percussore e il suo rilascio, che andrà ad innescare e sparare la pallottola. L'energia per il funzionamento del ciclo è ricavata nei tipici tre modi: dalla sola forza di retrospinta del bossolo (chiusura labile), da un misto di rinculo della canna e contraccolpo del bossolo (chiusura stabile), oppure dal recupero dei gas (chiusura stabile). Alla pressione del grilletto, le armi automatiche sparano a raffica continua i colpi, indefinitamente ed automaticamente, finché non si toglie pressione al grilletto, il quale interrompe il ciclo di sparo, tramite il "disconnettore" dell'automatismo della ripetizione. Per iniziare il ciclo è necessario che l'arma sia stata precedentemente resa pronta al fuoco mediante caricamento del primo colpo in camera di scoppio (in questo caso si parla di armi che iniziano l'azione di sparo ad "otturatore chiuso" e necessitano di un'azione di armamento preventiva manuale per camerare il primo colpo in camera di scoppio) o perlomeno resa pronta a camerarlo da sola (in questo caso si parla di armi che iniziano l'azione ad "otturatore aperto" in quanto, dopo aver bloccato manualmente l'otturatore in posizione aperta, questo scatta velocemente in avanti alla pressione del grilletto, intercettando la munizione e spingendola dentro la camera di scoppio).

## Tipologie
Esempi di armi automatiche sono:
- Fucile d'assalto
- Fucile mitragliatore
- Fucile da battaglia
- Mitragliatrice
- Mitragliatrice leggera
- Mitra
- Pistola mitragliatrice
- Personal Defense Weapon